# Stříbrnice atlantská
Stříbrnice atlantská (Argentina silus) je mořská ryba z čeledi stříbrnicovitých.

## Popis
Stříbrnice atlantská má štíhlé protáhlé tělo. Dorůstá délky těla 70 cm (SL); její růst je pomalý. Má nápadně velké oči. Šupin je podél těla více než 63. Hřbetní ploutev je nasazena přibližně v úrovni konce prsní ploutve. Hřbetní ploutev (měkké paprsky): 11 – 13; řitní ploutev (měkké paprsky): 11 – 17. Má tukovou ploutvičku.

## Chování
Stříbrnice atlantská je batyálně-demersální mořská ryba, žije při dně ve větších hloubkách, kde se sdružuje do hejn. Žije v hloubkách od 140 do 1440 metrů, obvykle se zdržuje v hloubkách 150 až 550 metrů.

## Rozšíření
Stříbrnice atlantská je rozšířena ve východním Atlantiku od Špicberků až po západní pobřeží Skotska a Irska, dále je v hlubších částech Severního moře a přes Wyville-Thomsonův hřbet zasahuje až do Dánského průlivu. V západním Atlantiku je rozšířena od Davisova průlivu po George's Bank v Kanadě. V Severním ledovém oceánu je rozšířena v Barentsově moři.

## Význam
Stříbrnice atlantská je hospodářsky využívána. Na trhu se objevuje čerstvá pod matoucím obchodním názvem „holandský pstruh“. Zpracovává se i na rybí moučku.